# Gerhard Hoppe

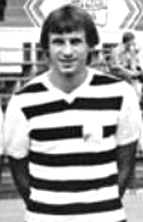
Gerhard Hoppe 1982

Gerhard Hoppe (* 3. August 1950 in Gera) war Fußballspieler in der DDR. In der höchsten Fußballklasse des DDR-Fußballverbandes Oberliga spielte er für den FC Carl Zeiss Jena und die BSG Wismut Gera. Mit Jena gewann Hoppe zweimal den DDR-Fußballpokal, mit der Nachwuchs-Nationalmannschaft absolvierte er drei Länderspiele. 1981 stand er mit Jena im Finale des Europapokals der Pokalsieger.

## Fußball-Laufbahn
Hoppe begann organisiert bei der BSG Motor Gera-Süd/Pforten Fußball zu spielen. 1958 wechselte er zur BSG Wismut Gera, die ihn 1971 zum FC Carl Zeiss Jena delegierte. Beim Club wurde er sofort in der Oberliga eingesetzt, in der er während seiner ersten Jenaer Saison 15 Spiele absolvierte und hauptsächlich als rechter Verteidiger eingesetzt wurde. Am 14. Mai 1972 stand er mit dem FC Carl Zeiss im Endspiel um den DDR-Fußballpokal und gewann nach einem 2:1-Sieg über Dynamo Dresden seinen ersten Titel. Die Position des rechten Verteidigers hatte der 1,83 m große Hoppe, von seinen Mitspielern „Faden“ gerufen, auch in der folgenden Spielzeit 1972/73 inne und entwickelte sich dort zum Stammspieler. Im Sommer 1972 wurde er in den Kader der DDR-Nachwuchsauswahl berufen und bestritt mit ihr drei Länderspiele. Nach dem Länderspiel Rumänien – DDR am 26. Mai 1973 (1:2) wurde Hoppe des „Devisenschmuggels“ überführt. Damit war Hoppes Karriere in der Nachwuchs-Nationalmannschaft beendet, und er wurde aus dem FC Carl Zeiss Jena ausgeschlossen.
Hoppe schloss sich daraufhin wieder der BSG Wismut Gera an, mit der er ab Sommer 1973 in der zweitklassigen DDR-Liga spielte. 1976/77 war er mit 29 Punktspielen am Aufstieg der Wismut-Mannschaft in die Oberliga beteiligt. In der anschließenden Oberligasaison 1977/78 bestritt Hoppe bis zum 22. April 1978 alle 21 Punktspiele, sowohl als Mittelfeld- als auch als Abwehrspieler.
Nach exakt fünf Jahren wurde Hoppe vom FC Carl Zeiss Jena „begnadigt“ und bereits am 6. Mai 1978 wieder in dessen Oberligamannschaft eingesetzt, für die er für den Rest der Saison alle weiteren Punktspiele bestritt. Bis 1983 nahm Hoppe wieder seinen Stammplatz in der Oberligamannschaft des FC Carl Zeiss ein, vorwiegend in der Abwehr. Am 17. Mai 1980 gewann er mit seiner Mannschaft nach einem 3:1-Sieg über den FC Rot-Weiß Erfurt zum zweiten Mal den DDR-Fußballpokal. In der Saison 1980/81 erreichte Hoppe mit dem FC Carl Zeiss das Finale des Europapokals der Pokalsieger, das die Jenaer allerdings mit 1:2 gegen Dinamo Tiflis verloren. Dabei hatte Hoppe seine Mannschaft in der 63. Minute mit einem mit der Hacke erzielten Tor in Führung geschossen. Die meisten Punktspiele innerhalb einer Saison bestritt er 1982/83, als er als rechter Verteidiger oder Vorstopper 25-mal eingesetzt wurde. Seine letzte Oberligasaison spielte Hoppe 1983/84. Zwischen dem 1. und 18. Spieltag trat er noch einmal, vorwiegend auf der rechten Verteidigerseite spielend, in 18 Punktspielen an, von denen er sieben über die volle Distanz bewältigte.
Insgesamt absolvierte Hoppe 176 DDR-Oberliga-Spiele (155 für den FC Carl Zeiss Jena, 21 für Wismut Gera) und erzielte vier Tore (3/1). Für Jena bestritt er 205 Pflichtspiele (5 Tore), darunter 26 (1) Europapokal-  und 24 (1) DDR-Pokalspiele.
Nach dem Ende seiner Oberligakarriere ging Hoppe 1984 noch einmal für ein Jahr zur BSG Wismut Gera in die DDR-Liga. Zum Ausklang seiner Karriere wechselte er 1985 zur BSG Rotasym Pößneck, spielte dort in der drittklassigen Bezirksliga Gera und wurde in Pößneck Trainer. Anschließend war Hoppe auch Trainer beim Thüringer Landesligisten SC 1903 Weimar, den er nach einem schweren Verkehrsunfall nach zwei Jahren verließ.